# Kvenfélag Rípurhrepps
Kvenfélag Rípurhrepps var en isländsk kvinnorättsförening.
Föreningen grundades i praktiken Rípurhrepps 1869, då ett antal kvinnor samlades för att diskutera kvinnors angelägenheter, men föreningen grundades formellt 1871. Det var Islands första kvinnoförening, men den var endast lokal. Föreningen handlade dessutom inte om att kräva nya rättigheter om kvinnor utan mer om att organisera och utbilda kvinnor bättre i olika hushållssysslor, samt frågor om barnuppfostran, särskilt deras utbildning. 
Vid det första mötet kom man överens om:
1) att vänja barn vid de aktiviteter de klarar av i tidig ålder
2) att skicka ren ull till köpstaden
3) att sätta upp vävstolar på alla gårdar och lära fler kvinnor att väva. 
Vid nästa möte kom man överens om att lära alla barn att läsa och skriva.
En av föreningens huvudstrider var inrättandet av en skola för flickor, och den blev verklighet i Skagafjörður 1877, då flera flickskolor grundades på Island efter att den första hade grundats i Reyjkjavik 1875. 
Föreningens grundare och första ordförande var sömmerskan och barnmorskan Sigurlaug Gunnarsdóttir (1828–1905), känd som den första kvinna som lät sy upp den isländska folkdräkt som designats av Sigurður Guðmundsson; den flickskola som grundades i Skagafjörður 1877 inrymdes de första åren i hennes hem i Ás.